# Los Piratas
Los Piratas fue una banda de rock española de Vigo, fundada en el año 1991. Fueron considerados uno de los grupos más influyentes en las escenas pop y rock en España. Editaron cinco álbumes de estudio (uno de ellos disco de oro), dos directos, tres recopilatorios y cuatro discos de rarezas, para después disolverse en 2004. 
Entre las influencias de la banda se encontraban Björk, Aphex Twin, Los Planetas, Radiohead, Oasis y el pop español de los años 1980. La agrupación estuvo tanto en la escena mainstream como en la independiente, y evolucionaron desde el pop rock hasta un sonido con toques electrónicos y mayor madurez musical. Sus letras trataban, en un principio, de relaciones, de amores frustrados y de amores que están por venir, para volverse más oscuras y profundas posteriormente.

## Historia

### Fundación y primeros años (1989-1994)
La banda fue fundada en Vigo, Galicia (España) en 1989, cuando Iván Ferreiro y Paco Serén deciden crear un grupo al que llaman "Los Piratas del Capitán Baroli" ("Capitán Baroli" es una referencia a Barullo, un gran amigo de Iván). Después de grabar una maqueta con el pegadizo tema "Somos Pobres", Iván y Paco se ponen a reclutar a otros miembros para la banda. Primero hablan con algunos componentes del grupo "No Grites Tonta", Fernando Romero, Fernando Lorenzo y Miguel Jiménez. Lorenzo y Miguel eventualmente abandonan el proyecto y Romero se va a vivir a Estados Unidos. Meses después, Los Piratas se consolida como grupo de rock, con Iván Ferreiro como líder y vocalista, Alfonso Román a la guitarra, Paco Serén como teclista y guitarrista, Pablo Álvarez al bajo, Javier Fernández, conocido por el sobrenombre de Hal 9000, a la batería y Raúl Quintillán como teclista. En octubre de 1992 salió a la luz su primer álbum, uno en directo y homónimo, grabado en la sala CDB, producido por Javier Abreu y editado por el sello Warner Gracias al trabajo maravilloso de su mánager en aquel momento Ángeles Rivera, que se fue con la maqueta en la mano por todas las discográficas de Madrid. En este trabajo la agrupación seguía un estilo próximo al pop rock, con tintes psicodélicos y blues, o al rock, y sus temáticas se centraban en el amor frustrado y el amor que está por venir.
Un año después, en 1993, Los Piratas publicaron su primer álbum de estudio, Quiero hacerte gritar, en el que recogieron gran parte de los temas del anterior trabajo. En él, la agrupación continuó con su línea pop rock, presente en el álbum anterior, a pesar de tener algunas canciones más orientadas hacia el rock e incluso el flamenco. La producción y discográfica fueron las mismas que en su álbum debut. Con ambos álbumes, la agrupación comenzó a cosechar sus primeros éxitos.

### Camino del éxito (1995-1997)

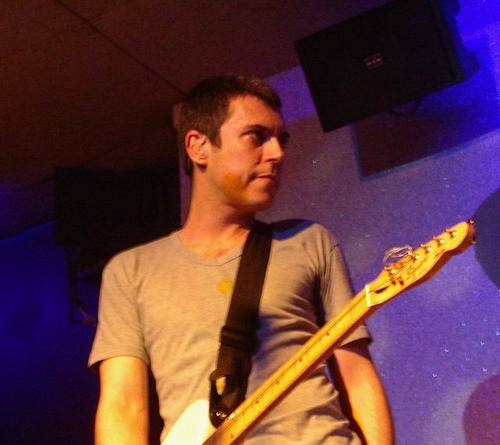
Iván Ferreiro, vocalista de Los Piratas en concierto.

La banda publicó en 1995 su segundo álbum de estudio, Poligamia, bajo el sello Warner y la producción de Juan Luis Giménez, de Presuntos Implicados, quien les ayudó a acercarse al sonido deseado, más roquero, además de incorporar elementos más complejos y samplers. En algunos temas hay presentes elementos acústicos y experimentales y además contaron con la colaboración de los antiguos miembros de Duncan Dhu, Mikel Erentxun y Diego Vasallo, en la canción “Tu perro guardián”. También realizaron una versión de "Dime que me quieres", de Tequila. Con este álbum llegaron a ser emitidos en radiofórmulas y aumentaron sus ventas considerablemente.
En 1997 salió a la luz el álbum Manual para los fieles, donde Los Piratas evolucionaron haciendo un rock «cálido», es decir, volviendo su música más compleja al añadir bases electrónicas y de fusión, como el uso de la zanfona y otros elementos típicos del folk gallego. La producción también corrió a cuenta de Juan Luis Giménez y en algunos temas incluyeron las colaboraciones de Antón Reixa, Anxo Pintos, Kepa Junkera, Miqui Puig de Los Sencillos y Soledad Giménez. Las letras cambiaron, haciéndose más oscuras y profundas. Además, el tema "Mi matadero clandestino" formó parte de la banda sonora de la versión española de la película Batman y Robin.

### Fin de la primera parte(1998-2002)
En 1998, el teclista Raúl Quintillán abandonó la agrupación. Dicho año, su compañía discográfica publicó un álbum recopilatorio titulado Fin de la primera parte, con dos temas nuevos y con el que vendieron 50 000 copias. A principios de 1999 se publicó una segunda edición en la que aparecía el tema "My Way" de Paul Anka, que sería usado por la compañía de telefonía Airtel para uno de sus anuncios publicitarios, lo que llevó a la banda a un lugar privilegiado en la escena musical española. Iván Ferreiro comentó acerca de esta recopilación:

«Ese recopilatorio nos vino bien porque nos dio una perspectiva en el tiempo y nos permitió seleccionar aquellos temas que de verdad nos apetecía tocar o mejor dicho, descubrimos lo que de verdad no queríamos tocar».

### El éxito (2001-2003)
El grupo sacó a la luz en 2001 Ultrasónica, trabajo en el que se apreciaron influencias de bandas internacionales como Radiohead u Oasis. De este modo, la banda asimiló la electrónica de los primeros y logró crear atmósferas sofocantes. El álbum fue grabado, al igual que Poligamia, en un estudio residencial de Francia situado en medio del campo y con Juan Luis Jiménez aún como productor. En un principio, el sello Warner se negó a su distribución debido a que lo consideraron demasiado comercial para el circuito independiente, pero finalmente fue editado por dicha discográfica y llegó a ser disco de oro con más de 50 000 ventas. Ese mismo año, el álbum fue reeditado añadiendo temas inéditos, remezclas, rarezas y temas en directo. Posteriormente, en 2003, publicaron con canciones inéditas Respuestas y Dinero.

### Temporada independiente (2003)
En ese mismo año se publicó el último álbum de estudio de Los Piratas, Relax, producido por Suso Saiz y grabado en los Estudios IZ, en País Vasco, con el que dejaron la escena mainstream. En él se apreció más oscuridad y electrónica que en sus anteriores trabajos, perdiendo el protagonismo que tenían las guitarras y alejándose así del sonido más rock, lo que provocó que fuera acogido con frialdad por la crítica y el público. Se mostró más experimental, apostando por ambient, chill out, blues y orquestaciones de jazz, entre otros sonidos. El disco fue reeditado en ese año, añadiendo cinco nuevas canciones, todas ellas tributo. Posteriormente, se editó una edición especial que incluía los discos Respuestas y Dinero que contenían principalmente canciones instrumentales, formando así un álbum cuádruple.

### Fin de la segunda partey separación (2003-2004)
Poco después comenzaron a correr rumores acerca de la separación de la banda. Con ese motivo se grabó el 23 de octubre de 2003 un álbum de despedida en directo en la sala madrileña de La Riviera titulado Fin de la segunda parte. En él aparecieron colaboraciones de Enrique Bunbury, El Drogas de Barricada y de Amaral, y se incluyeron tanto vídeos de la actuación como grabaciones en CD. Los Piratas dieron su último concierto en diciembre de ese año, en la sala Galileo Galilei, y se disolvieron en febrero de 2004. Iván, líder de la banda, comentó acerca de la separación:

«El grupo se terminó porque tenía que terminar, no pasó nada en concreto, simplemente estábamos saturados y lo mejor era concluir el asunto antes de que empezáramos a llevarnos mal y poder así seguir siendo amigos».

Mientras se gestaba la disolución de la banda, Gabi Davila en colaboración con los miembros del grupo escribió "Empatía, Conversaciones con Piratas" el libro que resume la trayectoria del grupo desde sus comienzos.

### Después de la separación
Después de separarse, Iván comenzó una carrera en solitario a principios del año 2005, mientras que Alfonso Román formó Trash of Dreams junto a Suso Saiz, para posteriormente comenzar a tocar de forma individual. Por su parte, Paco Serén y Hal 9000 formaron parte de Ectoplasma hasta finales de 2007. En 2008 salió a la venta Disco duro, un set-box que recogía todos los álbumes de estudio de la banda reeditados. Cada uno incluía breves textos escritos por periodistas o personas próximas al grupo que hablaban sobre él, y algunos temas inéditos y maquetas nunca publicadas. Además el set-box incluía un DVD con un documental repasando la historia de Los Piratas y cómo fue la grabación de cada álbum, fotos del grupo, portadas inéditas y un amplio material. Paralelamente se publicó la edición sencilla en CD, un recopilatorio de los grandes éxitos, con algún tema inédito.

## Estilo e influencias
Los dos primeros álbumes de Los Piratas se orientaban hacia el pop rock, con guitarras intensas, algunas veces próximas al blues o a la psicodelia. Este estilo fue calificado por Allmusic como «rock orientado hacia adolescentes». En Poligamia se aproximaron más hacia el rock y en Manual para los fieles continuaron por esa línea, sólo que le añadieron elementos de electrónica y de fusión, como el folk. El sonido electrónico continuó en sus siguientes trabajos, siempre con presencia de elementos rock, hasta que se separaron definitivamente de éste en su último álbum de estudio, Relax, en el cual se puede apreciar también un sonido más oscuro.
La banda citó como influencias a Björk, Aphex Twin, Los Planetas y a Radiohead. Entre otras se encontraban también Oasis y el pop español de los años 1980. Del mismo modo, Los Piratas fueron considerados una de las agrupaciones más influyentes en la historia del pop y rock español. El grupo también versionó canciones de varios artistas, como "Las cosas que pasan hoy" (junto a Anton Reixa) y "Dime que me quieres" de Tequila, "My Way" de Paul Anka, "Bésame mucho" de Consuelo Velázquez y "Toda una vida" de Nuria Villazán. La agrupación homenajeó a Hombres G con "Ésta es tu vida" y a 091 con "Otros como yo".
Sus letras trataban, en un principio, de relaciones, de amores frustrados y de amores que están por venir para volverse más oscuras y profundas posteriormente.

## Miembros

### Última formación
- Alfonso Román, guitarra (1991-2004).
- Iván Ferreiro, voz y guitarra (1991-2004).
- Javier Fernández, Hal 9000 batería (1991-2004).
- Pablo Álvarez, bajo (1991-2004).
- Paco Serén, guitarra y teclados (1991-2004).

### Antiguos miembros
- Raúl Quintillán, teclados (1991-1998).

## Discografía

### Álbumes de estudio
- Quiero hacerte gritar (1993)
- Poligamia (1995)
- Manual para los fieles (1997)
- Ultrasónica (2001)
- Relax (2003)

### Álbumes en directo
- Los Piratas (1992)
- Fin de la segunda parte (2004)

### Álbumes recopilatorios
- Fin (de la primera parte) (1998)
- Disco duro (2008)

### Álbumes de rarezas
- Sesiones Perdidas de Ultrasónica (2001)
- Respuestas (2003)
- Dinero (2003)